# Recopa Mineira de 2022
A Recopa Mineira de 2022 foi a segunda edição desse torneio de futebol realizado anualmente pela Federação Mineira de Futebol. Foi disputado entre o Tombense campeão do Campeonato do Interior e  o Pouso Alegre campeão da Taça Inconfidência.

## Premiação
| Recopa Mineira de 2022        |
| ----------------------------- |
| Tombense Campeão (2.º título) |